# Quintana Roo (Chiapas)
Quintana Roo es una localidad del estado mexicano de Chiapas. Es parte del municipio de Jiquipilas.

## Toponimia
El nombre de la localidad rinde homenaje a Andrés Quintana Roo, héroe de la Independencia de México.

## Demografía
| Gráfica de evolución demográfica |
|                                  |

| Censo | Población |
| ----- | --------- |
| 1940  | 404       |
| 1950  | 852       |
| 1960  | 1 261     |
| 1970  | 2 085     |
| 1980  | 1 258     |
| 1990  | 1 301     |
| 2000  | 1 192     |
| 2010  | 1 243     |
| 2020  | 1 465     |